# 高田久寿
高田 久寿（たかだ ひさとし、1914年（大正3年）3月 - 1984年（昭和59年）5月20日）は、日本の英文学者、イギリス文学者。大正大学名誉教授。

## 来歴
長野県生まれ。
1931年（昭和6年）、旧制松本第二中学（現長野県松本県ヶ丘高等学校）卒業。
1937年（昭和12年）、大阪外国語学校（現大阪大学外国語学部）卒業。東京都立高校教諭を経て、大正大学名誉教授。
終戦直後の「上海残留日僑子弟補習室」で英語教師
などを務めたほか、東京都立石神井高等学校校歌の作詞を行っている。

## 人物
平和祈念展示資料館には先の大戦で経験された方の「苦労体験手記」が収められている。
その中に中国での体験手記として、景山澈氏の『上海日僑中学生の終戦日記』がある。
その第9章「日僑子弟補習室の明るい歌声」では、昭和21年春の上海近郊の様子を伝えているが、その中に英語教員主任を務めた高田久寿の名前がみえる。
「（前略）呉淞路義豊里の二階建一軒家には、小学・中等生徒六十人ほどの上海残留日僑子弟補習室が開校された。
主任は英語教員の高田久寿先生であり、国語、数学、物理、華語の教師は、元・蒙古浪人、化学技術者、外交官など多士済々の素人先生であった。
補習室名は対外的に遠慮したためか、老上海の内山完造先生の命名で、「童話会」と当たり障りのない名がつけられた。
日系二世ミセス貴志子中山の日曜学校や素人コーラス団も出来、お互いの無為無聊を慰め励まし合った。(後略)」

## 共編著・訳書
- 『アメリカのスポーツ』(共著)
- 『秘義―英・米・アイルランド(ゲール語)訳詩集』高田 久寿、 三橋 敦子　共著　1970
- 『愛の詩 : 英・米訳詩集 』高田 久寿、三橋 敦子 訳編　1974
- 『素白なる愛しみ―訳詩集』高田 久寿著　1984/1
- 『1984年』 (英潮社ペンギンブックス)ジョージ・オーウェル、 高田　久寿訳
- 『炎の美女革命家 モード・ゴン―イェーツとアイルランド独立運動をめぐって』高田 久寿著　1983/1
- 『英作文　応用編　（高校英語セミナー） 』高田 久寿著
- 『現代英語長文の総合演習 (NCC)』高田 久寿著
- 『英語長文問題合格へのトレーニング―入試によく出る現代英文読解力アップのために』高田久寿、 藤塚武雄　共著
- 『はじめてわかる高校英語 (Clean Up Series)』高田 久寿、小林孝哉　共著　1982/6/10
- 『英語発音の基本と演習An Introduction to English Pronunciation』J. A. Wagner・川島彪秀　共著／高田久寿・三橋敦子　編注(英潮社フェニックス)
- 『英語スピーチの基本と演習An Introduction to English Speech』J. A. Wagner・川島彪秀　共